# Hollywood Monsters 2
Hollywood Monsters 2 (conosciuto fuori da Spagna e Italia come The Next Big Thing) è una avventura grafica sviluppata da Pendulo Studios.
Il gioco è uscito in tedesco a fine gennaio 2011. Per il resto dei paesi, come la Spagna e l'Italia, l'uscita del gioco era attesa inizialmente per la fine del 2010 e poi spostata.
Nei mesi precedenti alla pubblicazione del videogioco diverse indiscrezioni, scatenate da una intervista degli sviluppatori ad una rivista specialistica francese, avevano spacciato Hollywood Monsters 2 per un rifacimento dell'opera prima dei Péndulo: Hollywood Monsters. Gli stessi Péndulo, in una nota, hanno spiegato che questo gioco avrà analogie con Hollywood Monsters ma non sarà un vero e proprio remake.
Per la promozione del videogioco, sono state distribuite da Péndulo diverse immagini ritraenti i due protagonisti annunciati: Liz Allaire e Dan Murray, due pimpanti giornalisti sportivi alle prese con ambientazioni molto diverse tra loro, tra cui un museo egizio. Sono stati anche distribuiti diversi trailer: un teaser, due divertenti presentazioni in bianco e nero dei protagonisti. Il 2 febbraio, la casa di produzione ha inoltre dato la possibilità di scaricare una demo del gioco in tedesco. Il 3 marzo, è stata invece pubblicata la demo in francese.
Il 14 aprile la FX Interactive ha annunciato sul proprio sito la presa in carico della distribuzione in Italia del gioco con il cambio di titolo dall'originale The Next Big Thing, e che quest'ultimo sarà la prima avventura grafica giocabile in Full HD, tradotta e doppiata in Italiano. FX Interactive ha inoltre annunciato che il gioco sarà venduto in una edizione da collezione speciale contenente il primo Hollywood Monsters e un manuale completo a colori. Lo stesso giorno la Focus Home Interactive ha pubblicato sul proprio sito la demo del gioco in inglese.
Il primo giugno la FX ha comunicato che il gioco uscirà il giorno 16 dello stesso mese, rendendo disponibile come promozione la versione completa di Runaway: A Road Adventure tramite download per tutto l'intervallo di tempo fra le due date. Il successo dell'iniziativa ha portato poi la FX a prorogare il periodo di download fino al 30 giugno.
Il gioco è caratterizzato dal particolare stile grafico cartoonesco e umoristico. Graficamente è un misto tra 3D e 2D con un eccellente utilizzo del cel-shading.